# Koča Luigi Pellarini
Koča (italijansko Rifugio) Luigi Pellarini (1.499 m) je planinska postojanka v zahodnem italijanskem delu Julijskih Alp.
Koča stoji na robu Žabniške krnice nad dolino Zajzero, ob severnem vznožju Viša. Zgrajena je bila leta 1924, poimenovana po italijanskem alpinistu Luigiju Pellariniju, padlim med prvo svetovno vojno. Upravlja jo Tržaška sekcija italijanskega planinskega društva, odprta pa je od 20. junija do 20. septembra.

## Dostop
- 2h: od Ovčje vasi (Valbruna, občina Naborjet-Ovčja vas), po dolini Zajzere;

## Prehod
- 3h: do sv. Višarij, čez sedlo Prasnig;

## Vzponi na vrhove
- 2½h: Veliki Nabojs (2.313 m), čez Nabojško škrbino (del poti Carlo Chersi),
- 4h: Viš (2.666 m), po zavarovani plezalni poti »Gola Nord Est«.